# Wisselmeren

Kepaukoe en bestuursambtenaren kijken naar de landing van een Catalina-watervliegtuig in een van de Wisselmeren.

De Wisselmeren zijn drie meren (Paniai, Tigi en Tage) in het binnenland van de Indonesische provincie Papoea op het eiland Nieuw-Guinea.
Ze hebben een gezamenlijke oppervlakte van 54 km² en liggen 1752 m boven zeeniveau.
De meren zijn ontdekt door de piloot Frits Wissel op 31 december 1936. Tijdens een vlucht over het binnenland zag hij onverwacht een groot meer. Er lagen kano's, waaruit bleek dat het Centrale Bergland bewoond werd door Papoea-stammen, wat voordien onbekend was.
In 1938 is door Jan van Eechoud een kleine Nederlandse buitenpost in het gebied geïnstalleerd. Voor de bewoners, die nog grotendeels in het stenen tijdperk leefden, waren dit de eerste contacten met de buitenwereld.

## Obano-opstand
In 1956 vond in dit gebied de Obano-opstand plaats. De Nederlandse regering liet de opstand neerslaan door het Korps Mariniers. Hierbij vielen meer dan 100 doden.